# Figlie del Santissimo Redentore e della Beata Vergine Addolorata
Le Figlie del Santissimo Redentore e della Beata Vergine Addolorata sono un istituto religioso femminile di diritto pontificio.

## Storia
La congregazione fu fondata il 5 aprile 1816 a Potenza Picena da Faustina Barchiesi Cecicotti con l'aiuto del parroco Luigi Pasquali; i suoi primi statuti furono approvati dal cardinale Gabriele Ferretti, arcivescovo di Fermo, nel 1839.
La comunità mantenne a lungo la natura di ente privato sotto la guida dell'arcivescovo di Fermo e questo le consentì di non essere colpita dalle leggi eversive del neonato Stato italiano; l'istituto fu approvato il 2 febbraio 1924 dall'arcivescovo Carlo Castelli e acquistò personalità giuridica civile con decreto del Presidente della Repubblica del 7 maggio 1954.

## Attività e diffusione
Le suore si dedicano all'evangelizzazione e all'educazione della gioventù.
Oltre che in Italia, dal 1972 sono presenti in Brasile; la sede generalizia è a Potenza Picena.
Alla fine del 2015 l'istituto contava 39 religiose in 5 case.